# Plestiodon brevirostris
Plestiodon brevirostris là một loài thằn lằn trong họ Scincidae. Loài này được Günther mô tả khoa học đầu tiên năm 1860.